# Бостонський душитель (фільм, 2023)
"Бостонський душитель" (англ. Boston Strangler) — художній фільм режисера Метта Раскіна. В основі сюжету реальна історія Бостонського душителя, який у 1960-х роках убив у Бостоні 13 жінок. Головні ролі виконали Кіра Найтлі, Керрі Кун, Алессандро Нівола та Кріс Купер. Продюсер — Рідлі Скотт. Зйомки пройшли у Бостоні з грудня 2021 року по березень 2022 року.
Прем'єра фільму відбулася 17 березня 2023 року на сервісі Hulu кінокомпанією 20th Century Studios.

## Сюжет
У центрі сюжету фільму репортер Лоретта Маклафлін, яка розкрила історію про Бостонського душителя. Разом із репортером Джин Коул, Маклафлін кинула виклик сексизму тієї епохи, продовжуючи розслідування з ризиком для життя та розкриваючи корупцію, яка поставила під сумнів особистість душителя.

## У ролях
- Кіра Найтлі — Лоретта Маклафлін[en]
- Кері Кун — Джин Коул
- Алессандро Нівола — детектив Конлі
- Девід Дастмалчян — Альберт Де Сальво[en]
- Білл Кемп — Джеймс Маклафлін
- Кріс Купер — Джек Маклейн
- Роберт Джон Берк — Едді Холланд
- Рорі Кокрейн — детектив Делайн

## Виробництво та прем'єра
Автором сценарію та режисером фільму став Метт Раскін. 4 жовтня 2021 року головну роль у фільмі отримала Кіра Найтлі. У листопаді 2021 року до акторського складу приєдналися Керрі Кун, Алессандро Нівола, Кріс Купер і Девід Дастмалчіан, а на початку 2022 року — Роберт Джон Берк і Морган Спектор.
Зйомки розпочалися 6 грудня 2021 року в Белмонті, в будинку, де проживала Лоретта Маклафлін. Для зйомок фільму початкова школа Вінн Брук була перетворена на поліцейське управління Кембриджа. Технологічний інститут Бенджаміна Франкліна був на час зйомок перетворений на штаб-квартиру поліції. Зйомки також пройшли в Лоуеллі, Лінні, Малдені, Роксбері та Велслі. Зйомки завершилися в березні 2022.
Прем'єра фільму запланована студією 20th Century Studios на сервісі Hulu.

## Зовнішні посилання
- Бостонський душитель на сайті IMDb (англ.)